# لیسمور، استرالیا
لیسمور (به انگلیسی: Lismore) شهری است در استرالیا. این شهر در ایالت نیو ساوت ولز و در شمال شهر سیدنی قرار گرفته است. لیسمور جمعیتی بالغ بر ۲۷٬۰۶۹ نفر دارد